# Ministerium für Wirtschaft, Innovation, Digitales und Energie (Saarland)
Das Ministerium für Wirtschaft, Innovation, Digitales und Energie ist das Wirtschaftsministerium und das Energieministerium des deutschen Bundeslandes Saarland und eines von sieben  Ministerien der saarländischen Landesverwaltung. Das Ministerium hat seinen Sitz in Saarbrücken.
Minister des Ministeriums ist seit dem 26. April 2022 Jürgen Barke. Staatssekretärin ist Elena Yorgova-Ramanauskas.

## Geschichte
In der von 1946 bis 1947 amtierenden Verwaltungskommission des Saarlandes gab es noch keine Ministerien. Direktor für Wirtschaft war Heinrich Danzebrink. 1947 wurde das Wirtschaftsministerium dann als Ministerium für Wirtschaft, Verkehr, Ernährung und Landwirtschaft gegründet.
Bis heute wechselte das Ministerium mehrfach seine konkreten Zuständigkeiten und tauschte Ressorts mit zahlreichen anderen Ministerien. Folgende Minister waren somit seit 1947 im Saarland für Wirtschaft zuständig:
| Name                                                           | Amtsantritt                                                    | Kabinett                                                       | Partei                                                         |
| Minister für Wirtschaft, Verkehr, Ernährung und Landwirtschaft | Minister für Wirtschaft, Verkehr, Ernährung und Landwirtschaft | Minister für Wirtschaft, Verkehr, Ernährung und Landwirtschaft | Minister für Wirtschaft, Verkehr, Ernährung und Landwirtschaft |
| -------------------------------------------------------------- | -------------------------------------------------------------- | -------------------------------------------------------------- | -------------------------------------------------------------- |
| Franz Singer                                                   | 20. Dezember 1947                                              | Hoffmann I                                                     | CVP                                                            |
| Franz Ruland                                                   | 14. April 1951 23. Dezember 1952 17. Juli 1954                 | Hoffmann II Hoffmann III Hoffmann IV                           | CVP                                                            |
| Eugen Huthmacher                                               | 29. Oktober 1955                                               | Welsch                                                         | parteilos                                                      |
| Norbert Brinkmann                                              | 10. Januar 1956                                                | Ney                                                            | CDU                                                            |
| Heinrich Schneider                                             | 4. Juni 1957                                                   | Reinert I                                                      | DPS                                                            |
| Minister für Wirtschaft, Verkehr und Landwirtschaft            |                                                                |                                                                |                                                                |
| Heinrich Schneider                                             | 1. April 1958                                                  | Reinert I                                                      | DPS                                                            |
| Manfred Schäfer                                                | 26. Februar 1959 30. April 1959                                | Reinert II Röder I                                             | CDU                                                            |
| Eugen Huthmacher                                               | 9. Februar 1960 17. Januar 1961 19. Juli 1965                  | Röder I Röder II Röder III                                     | CDU                                                            |
| Reinhard Koch                                                  | 22. Juni 1967                                                  | Röder III                                                      | FDP                                                            |
| Manfred Schäfer                                                | 13. Juli 1970                                                  | Röder IV                                                       | CDU                                                            |
| Erwin Sinnwell                                                 | 23. Januar 1974                                                | Röder V                                                        | CDU                                                            |
| Werner Klumpp                                                  | 1. März 1977 5. Juli 1979 23. Mai 1980                         | Röder VI Zeyer I Zeyer II                                      | FDP                                                            |
| Edwin Hügel                                                    | 14. Juli 1982                                                  | Zeyer II                                                       | FDP                                                            |
| Walter Henn                                                    | 11. Oktober 1983                                               | Zeyer II                                                       | FDP                                                            |
| Horst Rehberger                                                | 11. Januar 1984 10. Juli 1984                                  | Zeyer II Zeyer III                                             | FDP                                                            |
| Minister für Wirtschaft                                        |                                                                |                                                                |                                                                |
| Hans-Joachim Hoffmann                                          | 9. April 1985 21. Februar 1990                                 | Lafontaine I Lafontaine II                                     | SPD                                                            |
| Reinhold Kopp                                                  | 5. Juni 1991                                                   | Lafontaine II                                                  | SPD                                                            |
| Minister für Wirtschaft und Finanzen                           |                                                                |                                                                |                                                                |
| Christiane Krajewski                                           | 23. November 1994 9. November 1998                             | Lafontaine III Klimmt                                          | SPD                                                            |
| Minister für Wirtschaft                                        |                                                                |                                                                |                                                                |
| Hanspeter Georgi                                               | 29. September 1999                                             | Müller I                                                       | CDU                                                            |
| Minister für Wirtschaft und Arbeit                             |                                                                |                                                                |                                                                |
| Hanspeter Georgi                                               | 6. Oktober 2004                                                | Müller II                                                      | CDU                                                            |
| Minister für Wirtschaft, Wissenschaft und Landwirtschaft       |                                                                |                                                                |                                                                |
| Joachim Rippel                                                 | 3. September 2007                                              | Müller II                                                      | CDU                                                            |
| Minister für Wirtschaft und Wissenschaft                       |                                                                |                                                                |                                                                |
| Joachim Rippel                                                 | Oktober 2009                                                   | Müller II                                                      | CDU                                                            |
| Christoph Hartmann                                             | 10. November 2009 24. August 2011                              | Müller III Kramp-Karrenbauer I                                 | FDP                                                            |
| Peter Jacoby (kommissarisch)                                   | 18. Januar 2012                                                | Kramp-Karrenbauer I                                            | CDU                                                            |
| Minister für Wirtschaft, Arbeit, Energie und Verkehr           |                                                                |                                                                |                                                                |
| Heiko Maas                                                     | 9. Mai 2012                                                    | Kramp-Karrenbauer II                                           | SPD                                                            |
| Anke Rehlinger                                                 | 15. Januar 2014 17. Mai 2017 1. März 2018                      | Kramp-Karrenbauer II Kramp-Karrenbauer III Hans                | SPD                                                            |
| Minister für Wirtschaft, Innovation, Digitales und Energie     |                                                                |                                                                |                                                                |
| Jürgen Barke                                                   | 26. April 2022                                                 | Rehlinger                                                      | SPD                                                            |

## Organisation des Ministeriums

### Aufgaben
Das Ministerium ist zuständig für Mittelstands- und Wirtschaftsförderung, Klimaschutz, Energie, Luftfahrt sowie Wirtschafts- und Strukturpolitik.

### Behörden und Einrichtungen im Geschäftsbereich des Ministeriums
- Oberbergamt des Saarlandes als mittlere Landesbehörde und Bergamt Saarbrücken als untere Landesbehörde
- Landesbetrieb für Straßenbau
- Institut für Landeskunde im Saarland
- ProTandem – deutsch-französische Agentur für den Austausch in der beruflichen Bildung/Agence franco-allemande pour les échanges dans l’enseignement et la formation professionnels

## Schienenverkehr
Seit 1996 ist infolge des Regionalisierungsgesetzes das Land für die Bestellung der SPNV-Leistungen verantwortlich. Im Saarland übernimmt das MUKMAV diese Aufgabe als Aufgabenträger für den Schienenpersonennahverkehr. Einige der damit verbundenen Aufgaben wie die Nahverkehrsplanung und Ausschreibungsdurchführung werden durch die Verkehrsmanagement-Gesellschaft Saar ausgeführt, in deren Bei- und Aufsichtsräten das Ministerium sitzt. Im Jahr 2015 wurden im Auftrag des Ministeriums rund 7,75 Millionen Zugkilometer gefahren.
Das Saarland beginnt mit der öffentlichen Ausschreibung der SPNV-Leistungen deutlich später als die anderen Bundesländer. So ist die erste Ausschreibung die des etwa 5,5 Millionen Zugkilometer pro Jahr umfassenden „E-Netz Saar-RB“ für fünfzehn Jahre. Der Betriebsbeginn war anfangs für Ende 2018 vorgesehen, schon bei Beginn des Verhandlungsverfahrens im Dezember 2015 war er jedoch schon auf Dezember 2019 verschoben worden, und eine weitere Verschiebung bei Verfahrensverzögerungen um ein Jahr vorgesehen. Das Netz ist in zwei Lose mit eingeschränkter Loslimitierung aufgeteilt. Es werden Nettoverträge vergeben und Gebrauchtfahrzeuge sind in beiden Losen zugelassen. Die Vergabe erfolgte Anfang Januar 2017. Das 3,2 MZkm pro Jahr umfassende Los 1 soll weiterhin von DB Regio betrieben werden, das Los 2 von Vlexx. DB Regio will Alstom Coradia Continental einsetzen, Vlexx Bombardier Talent 3. Das Los 2 umfasst auch den Betrieb mit Dieselfahrzeugen auf der Linie RB 72 (Saarbrücken – Illingen – Lebach) während der ersten zwei Jahre, wofür gebrauchte Siemens Desiro eingesetzt werden sollen.
Zuvor war das MWAEV nur an Ausschreibungen anderer Aufgabenträger (wie dem ZSPNV Süd beim Südwest-Express) beteiligt. Seit der Landtagswahl ist das Verkehrsministerium dem Ministerium für Umwelt, Klima, Mobilität, Agrar und Verbraucherschutz (MUKMAV) angegliedert. 